# Ereleuva

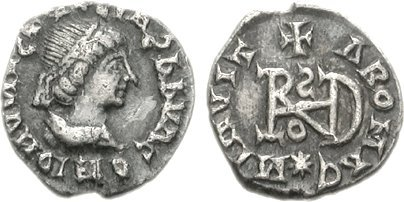
Síliqua de r.

Ereleuva, Erelieva ou Hereleuva (antes de 440 - c. 500 ) foi uma nobre gótica do século V, famosa por ser a mãe de Teodorico, o Grande (r. 474–526). Ele é frequentemente referida como a concubina de Teodomiro (r. 465–474), o pai de Teodorico, embora o historiador Thomas Hodgkin afirma que "esta palavra de reprovação dificilmente faz justiça a posição dela. Em muitas nações teutônicas, como entre os nortistas de um século depois, parece ter existido certa frouxidão com o rito do casamento [...]". Papa Gelásio I (492–496) refere-se a ele como regina (rainha), sugerindo que tinha uma proeminente posição social, apesar da informalidade de sua união com Teodomiro.
Seu nome foi variadamente escrito pelos historiadores antigos como Ereriliva (pela fragmentada crônica de Anônimo Valesiano) e Erelieva (pela Gética de Jordanes), embora os historiadores optem por chama-la Ereleuva em decorrência de sua correspondência com papa Gelásio.  Erelieva era católica e foi batizada com o nome Eusébia. Ela tinha provavelmente se convertido ao arianismo quando adulta, mas os detalhes são incertos. Erelieva é reconhecida como tendo levado o catolicismo bastante a sério, como indicado por sua menção como "mãe santa" (sancta mater) no Panegírico de Teodorico produzido por Enódio e por sua correspondência com Gelásio I datável de 495 e 496 Nestas cartas o papa procurou por sua influência sobre o rei em assuntos de jurisdição eclesiástica e secular.